# Скушев
Скушев (пол. Skuszew) — село в Польщі, у гміні Вишкув Вишковського повіту Мазовецького воєводства.
Населення — 801 особа (2011).
У 1975-1998 роках село належало до Остроленцького воєводства.

## Демографія
Демографічна структура станом на 31 березня 2011 року:
|          | Загалом | Допрацездатний вік | Працездатний вік | Постпрацездатний вік |
| -------- | ------- | ------------------ | ---------------- | -------------------- |
| Чоловіки | 421     | 105                | 280              | 36                   |
| Жінки    | 380     | 65                 | 235              | 80                   |
| Разом    | 801     | 170                | 515              | 116                  |